# 60 (число)
60 (шестьдесят) — натуральное число, расположенное между числами 59 и 61.
- Число 60 имеет ровно 12 натуральных делителей: 1, 2, 3, 4, 5, 6, 10, 12, 15, 20, 30, 60 и является сильно составным числом
- Порядок наименьшей неразрешимой группы {\displaystyle A_{5}}
- Наименьшее число, которое можно представить в виде суммы двух простых чисел шестью различными способами, с точностью до порядка слагаемых (7+53, 13+47, 17+43, 19+41, 23+37, 29+31). ↓48, ↑78
- Основание вавилонской шестидесятеричной системы счисления, рудименты которой до сих пор используются в исчислении времени и углов
- 260 = 1 152 921 504 606 846 976, двоичная приставка: эксби (Эи)

## В науке
- Атомный номер неодима
- {\displaystyle C_{60}} — формула простейшего фуллерена

## В спорте

### Формула-1
- 60 обгонов за один Гран-при было зафиксировано на Гран-при США 1982 года и это значение является рекордным значением по этому показателю.

## В других областях
- Считалось священным числом в Древней Месопотамии. С этим связано применение деления минуты на 60 секунд и часа на 60 минут.
- 60 год; 60 год до н. э., 1960 год
- В кириллице числовое значение буквы ѯ (ѯи / кси)
- ASCII-код символа «<»
- 60 — Код субъекта Российской Федерации и Код ГИБДД-ГАИ Псковской области.
- В китайском календаре используется 60-летний цикл.
- 60 Гц — частота переменного тока в американской бытовой сети электроснабжения.
- Трасса 60 - фильм.

## Числа 60-69
- 60 = 2 × 2 × 3 × 5
- 61 = простое число
- 62 = 2 × 31
- 63 = 3 × 3 × 7, число Мерсенна
- 64 = 2 × 2 × 2 × 2 × 2 × 2, 8-е квадратное число, 4-е 12-угольное число
- 65 = 5 × 13, 5-е восьмиугольное число
- 66 = 2 × 3 × 11, 11-е треугольное число, 6-е шестиугольное число
- 67 = простое число
- 68 = 2 × 2 × 17
- 69 = 3 × 23